# 芳罕
芳罕（—1293年），又名混芳罕（Khun Hpang Hkam）、召法弄谬蚌、思万法:30，傣族历史人物，勐卯君主。

## 生平
《银云瑞雾的勐果占璧简史》、《兴威编年史》、《麓川思氏谱牒》、《孟定土司源流》等文献中记载的芳罕生平差异颇大，尤以《孟定土司源流》的记载为甚。《孟定土司源流》的记载中，原本在其他文献中应发生在召武定身上的故事，被记载到芳罕身上。

### 出身
《银云瑞雾的勐果占璧简史》记载，芳罕出身“允线遮”（可能是今缅甸兴威一带）官家，允线遮由混傣罕建立，混傣罕是混陆的后裔。混傣罕有子名为岛混韵，是勐若、勐达、勐莫、勐回一带（今兴威西南勐英附近）的“召”。岛混韵之子名为岛法崩，芳罕是岛法崩三子。:19-24

### 为官
《银云瑞雾的勐果占璧简史》记载，混傣罕去世后，因子早亡，大臣商议请岛法崩到允线遮为官，岛法崩拒绝，推荐次子混傣蚌继承允线遮王位，并让长子珀章翰、三子芳罕前去辅佐。公元1176年，勐卯召雅鲁家族最后一位君主去世后，勐卯进入了无主时代，大臣前往允线遮求官，岛法崩让芳罕到勐卯为“召”。公元1177年，芳罕正式坐镇勐卯，建立“允外城”（意为“藤蔑城”，传说在今缅甸南坎一带，许多傣族故事中都有此地名）。:24,33-34
《兴威编年史》记载的芳罕继位勐卯过程与《银云瑞雾的勐果占璧简史》类似，勐卯君主死后无人继承王位，大臣前往兴色（英語：Hsen Se）请赛傣蚌（英語：Sai Tai Pong）指定勐卯王位继承人，赛傣蚌让他的小儿子混芳罕出任勐卯君主，时间为公元1096年。
据《麓川思氏谱牒》记载，芳罕在公元1156年继位勐卯，在职37年卒。方国瑜考证《谱牒》的年代应当推后一百年，芳罕于1256年继位勐卯。1254年，蒙古军兀良合台西征金齿诸蛮，勐卯原来的统治者被歼灭，芳罕是新起的创业者，由蒙元任命为勐卯君主。1276年元朝设置麓川路，芳罕可能是首任麓川路总管土官。

### 受印
《银云瑞雾的勐果占璧简史》记载，大理国的公主被猛虎伤害，大理皇帝下诏捕杀猛虎。猛虎流窜至傣族地区，被傣族人设陷阱捕获，献给允线遮的混傣蚌，混傣蚌不接受，让交给勐卯芳罕处理。芳罕带着猛虎前往大理，受到皇帝接见，大理皇帝为芳罕赐名“谬蚌”，并颁给一颗大方印和一颗圆头印，鼓励芳罕管理好傣族地方。公元1187年，芳罕迁都南博（今缅甸姐南至木姐之间），这时芳罕管理的地区除了勐卯本土外，还有今梁河芒东萝卜坝、勐养坝、保山潞江坝等地。公元1293年，芳罕逝世。:34-37
《兴威编年史》记载的故事与《银云瑞雾的勐果占璧简史》类似，不过将芳罕迁都南博的时间提前到公元1108年。詹姆斯·乔治·斯科特认为如今缅甸姐南村的古城遗址正是芳罕建立的南博。

### 子嗣
按《银云瑞雾的勐果占璧简史》、《兴威编年史》记载，芳罕有四女，长女南月罕弄，次女南玉罕良，三女南安娥，四女南相嫒。芳罕无子，向天神祈祷，天神“召法弄宏勐”显灵，使芳罕的一个妃子怀孕，但芳罕已久未到小妃寝宫，于是认定妃子不贞，将其逐出王宫。妃子后来生下三子，长子艾宛勐早夭，次子混依翰罕即后来的勐卯君主思可法（思翰法），三子混三弄即后来的勐卯神将、孟养君主三隆法。:35-36
《麓川思氏谱牒》记载芳罕之子为罕好，罕好之子为罕静法。

### 身后
《银云瑞雾的勐果占璧简史》记载，在天神的指示下，二女南玉罕良继承勐卯君位。1310年，南玉罕良逝世，大臣商议请前芳罕之妃的次子混依翰罕到勐卯继承王位，同年混依翰罕正式继位，并改名“思翰法”。:37-41
《兴威编年史》与《银云瑞雾的勐果占璧简史》记载相同，不过将混依翰罕继位勐卯的时间提前到公元1152年。
《麓川思氏谱牒》记载，罕好在1308年继承勐卯君位，在职21年卒，1328年罕静法继承勐卯君位。《元史》中有麓川土官在1330年入朝的记载，并被元廷授予“军民总管”之职，方国瑜认为该麓川土官当为罕静法。罕静法逝世后，勐卯大臣请思可法继承勐卯君位。